# المسرح (فلم)
المسرح (بالإنجليزية:The Playhouse) هو فيلم كوميدي صامت قصير أنتج في سنة 1921 بطولة باستر كيتون وتأليف وأخراج كيتون وإدوارد إف كلاين.

## طاقم التمثيل
- باستر كيتون
- إدوارد إف كلاين
- فيرجينيا فوكس
- جو روبرتس

## وصلات خارجية
- المسرح على موقع IMDb (الإنجليزية)
- المسرح على موقع قاعدة بيانات الأفلام العربية
- المسرح على موقع ألو سيني (الفرنسية)
- المسرح على موقع أول موفي (الإنجليزية)
- المسرح على موقع قاعدة بيانات الفيلم (الإنجليزية)
- المسرح على موقع ليتربوكسد (الإنجليزية)
- المسرح على موقع كينوبويسك (الروسية)
- الفيلم القصير The Playhouse متوفر للتحميل من موقع أرشيف الإنترنت [المزيد]